# Église de Béthanie (Berlin-Weißensee)
À ne pas confondre avec la maison d'artistes de Béthanie à Berlin-Kreuzberg.
L'église de Béthanie (Bethanienkirche), du nom du lieu où Jésus se reposa chez Marthe et Marie, est une ancienne église luthérienne-protestante (de l'ancienne altpreußische Union) de Berlin-Weißensee. L'édifice se trouve à la Mirbachplatz, il est aujourd'hui désaffecté au culte.

## Historique
La croissance rapide de la population du nouveau quartier de Weißensee au tournant des XIXe et XXe siècles nécessite la construction d'une église. Celle-ci est bâtie entre 1900 et 1902 en style néogothique typique du nord de l'Allemagne. Les plans en sont des architectes Ludwig von Tiedemann et Robert Leibnitz. Elle est consacrée et inaugurée en présence de l'empereur Guillaume II et de l'impératrice Augusta et l'une des trois cloches est baptisée Auguste-Viktoria en l'honneur de la Kaiserin.
L'église est visible de loin avec son clocher haut de 65 mètres. Son plan est une croix aux branches égales. Le bas du clocher est en pierre dure blanche, le haut, et le reste de l'édifice, en briques.
L'église est construite à la jonction de plusieurs rues: la Pistoriusstraße, la Schönstraße, la Gäblerstraße, la Behaimstraße et la Max-Steinke-Straße. Cette place est nommée d'après le baron Ernst von Mirbach (1844-1925), grand-chambellan de la cour, qui rassembla les financements nécessaires à la construction de l'église.
L'église de Béthanie est tellement endommagée à la fin de la Seconde Guerre mondiale qu'il ne reste plus que le clocher et une petite partie de l'édifice. Elle a été achetée en l'an 2000 par un architecte et son clocher a été restauré, pour servir à d'autres projets.

## Illustrations

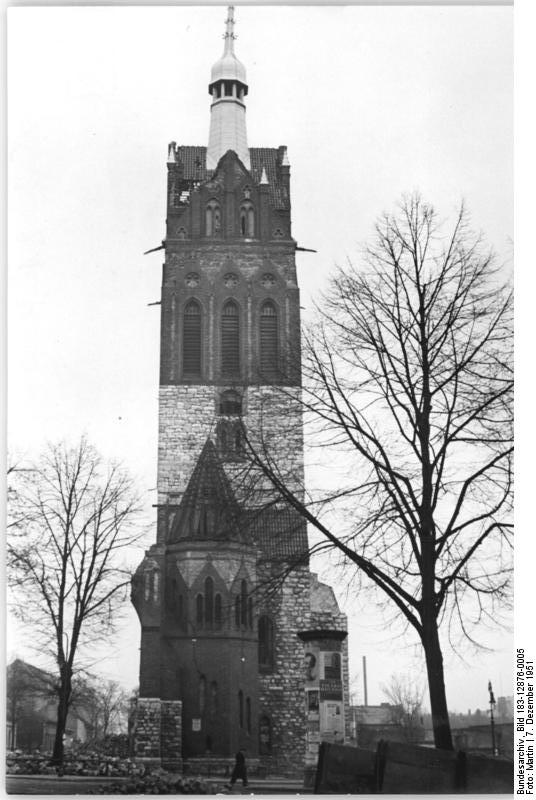
Vue de l'église juste après la guerre
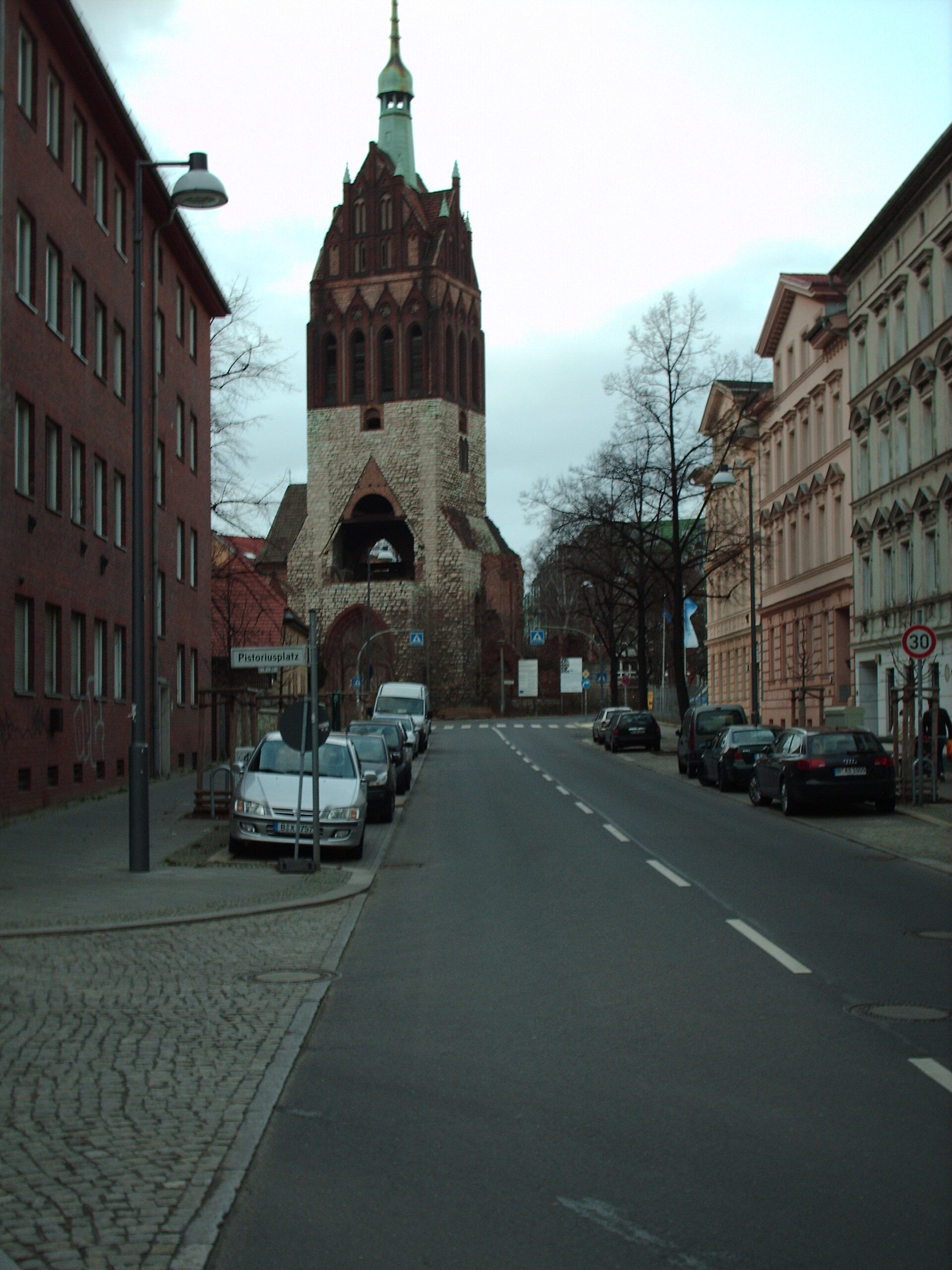
Vue de la Bethanienkirche de la rue Pistorius

## Source
- (de) Cet article est partiellement ou en totalité issu de l’article de Wikipédia en allemand intitulé « Bethanienkirche (Berlin-Weißensee) » (voir la liste des auteurs).